# St. Maria (Altheim)

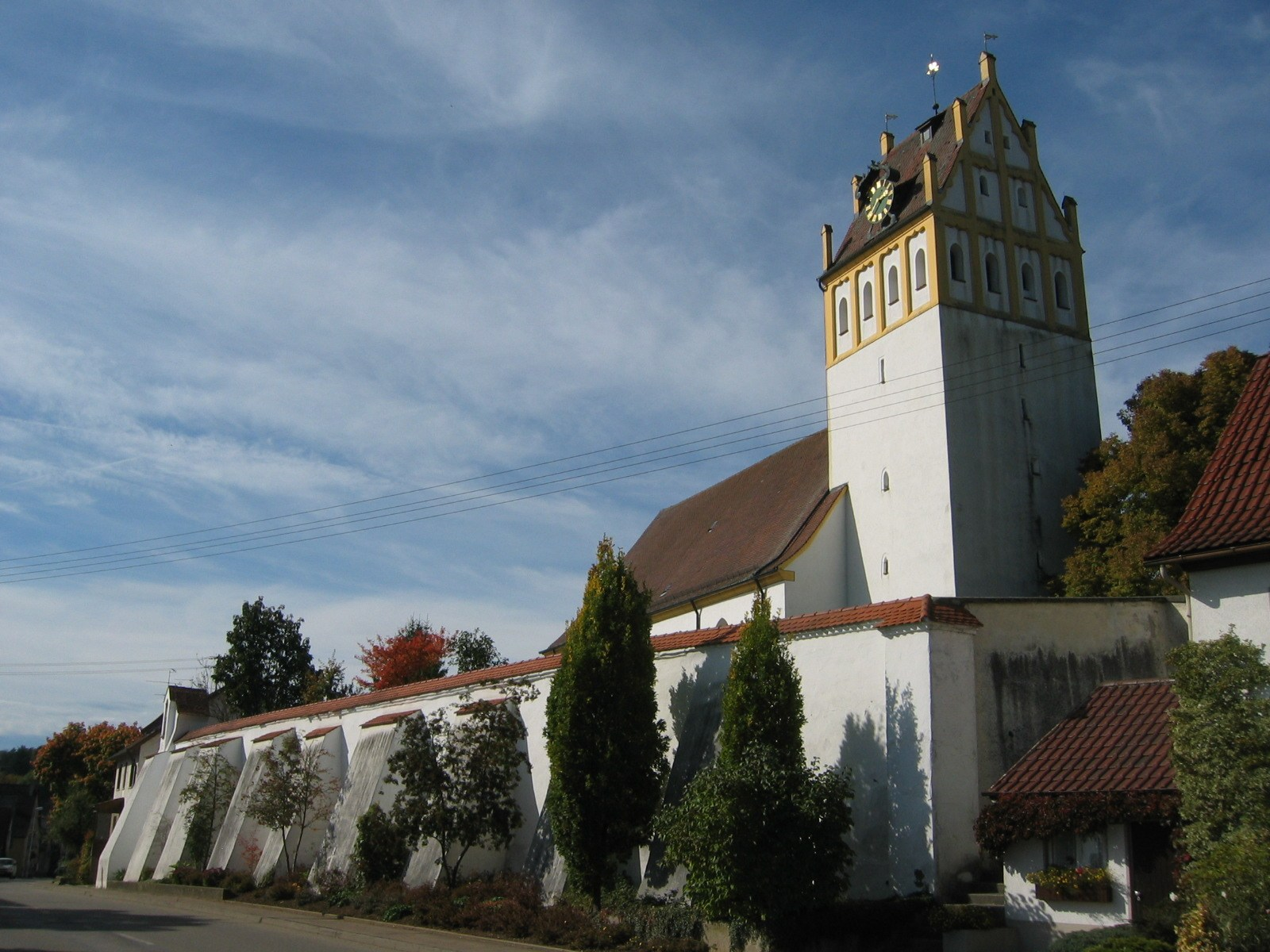
St. Maria in Altheim

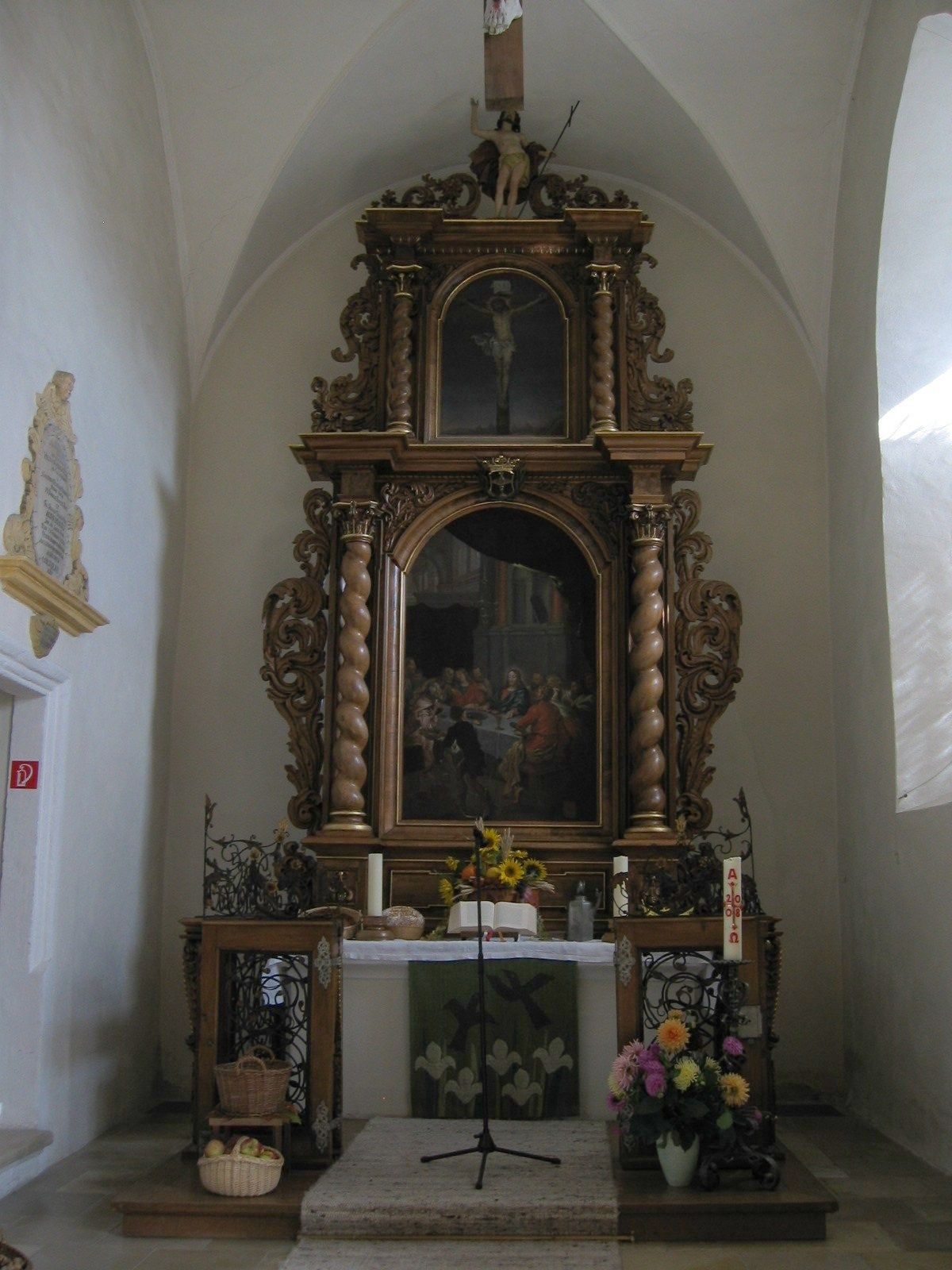
Altar

Die evangelische Pfarrkirche St. Maria steht in der Gemeinde Altheim (Alb) im Alb-Donau-Kreis in Baden-Württemberg. Die Kirche gehört zum Kirchenbezirk Ulm der Evangelischen Landeskirche in Württemberg. Sie ist beim Landesamt für Denkmalpflege Baden-Württemberg als Baudenkmal eingetragen.

## Beschreibung
Die unteren Geschosse des gotischen Chorturms auf quadratischem Grundriss stammen von einer Wehrkirche aus der Zeit der Staufer. Der Chorturm wurde 1516/17 aufgestockt. Das Langhaus wurde vor 1436 auf die heutige Größe erweitert. 
Zur Kirchenausstattung gehört ein Altar von 1696, auf dessen Altarretabel das Abendmahl Jesu dargestellt ist. Die Orgel auf der Empore im Westen wurde 1980 von der Giengener Orgelmanufaktur Gebr. Link als Opus 972 in den Prospekt von 1712 eingebaut.